# De Vries (cràter)
De Vries és un cràter d'impacte situat a la cara oculta de la Lluna en relació amb la Terra, aproximadament a meitat de camí entre els cràters Racah cap al nord-nord-oest i Orlov al sud-sud-est. Un cràter sense nom es troba entre De Vries i Orlov, amb el perímetre d'aquest element unint les dues vores.

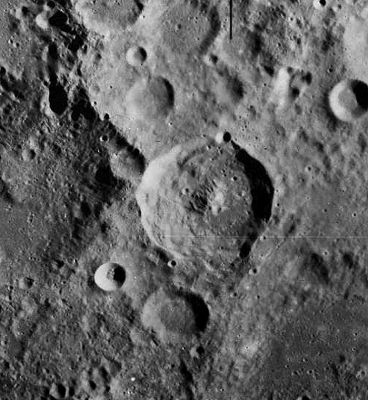
Imatge de la sonda Zond 8 (1970)
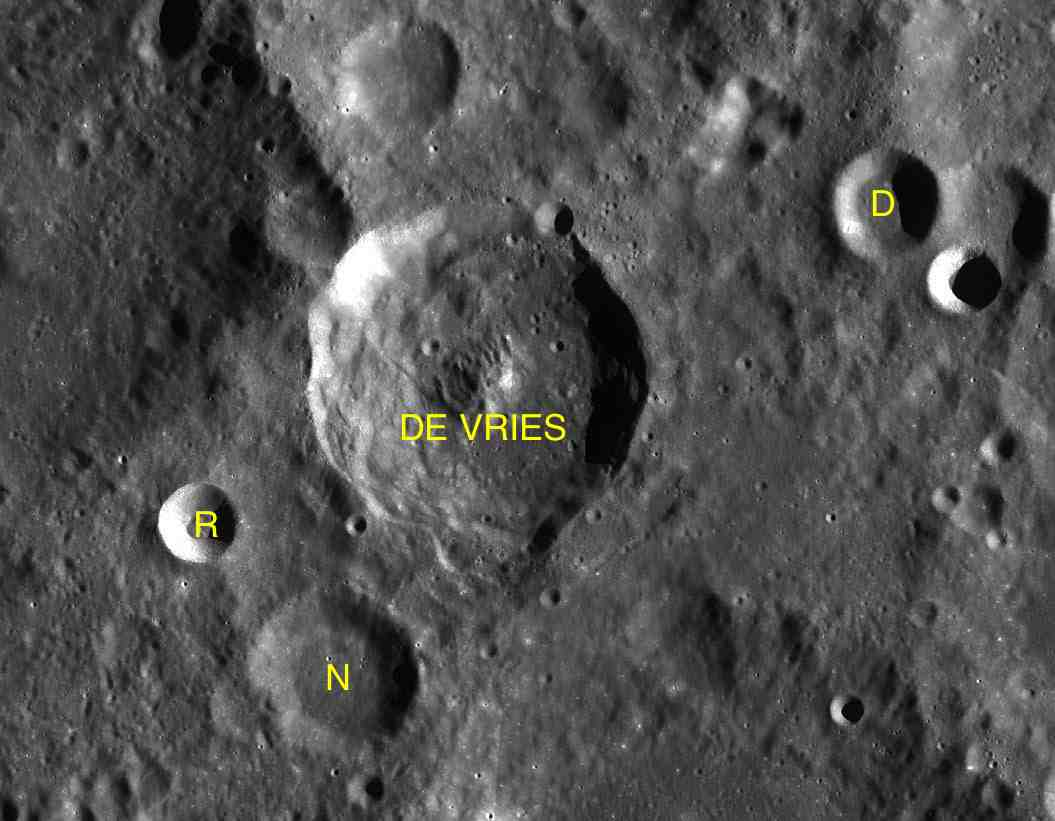
Cràters satèl·lit

Aquest cràter no està erosionat de manera significativa malgrat el petit cràter unit a l'exterior de la vora nord. Dins el sòl interior apareix una gran elevació central una mica desplaçada just al nord-est del punt mitjà.

## Cràters satèl·lit
Per convenció aquests elements són identificats en els mapes lunars posant la lletra en el costat del punt central del cràter que està més proper a De Vries.
| De Vries | Coordenades                            | Diàmetre |
| -------- | -------------------------------------- | -------- |
| D        | 18° 54′ S, 174° 18′ O / 18.9°S,174.3°O | 19 km    |
| N        | 21° 30′ S, 177° 18′ O / 21.5°S,177.3°O | 30 km    |
| R        | 20° 42′ S, 178° 24′ O / 20.7°S,178.4°O | 14 km    |